# Steinerner Torbogen

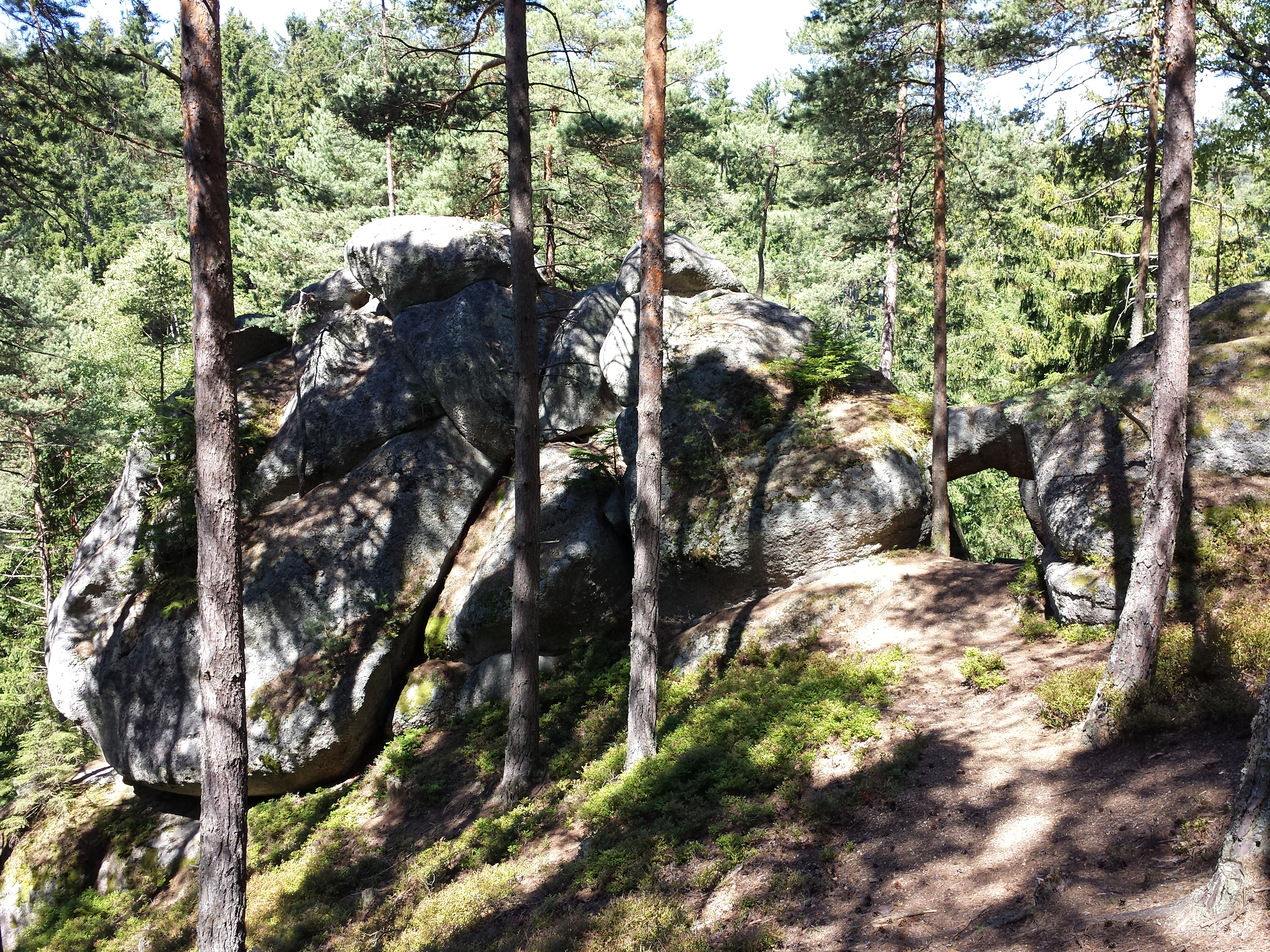
Der Steinerne Torbogen

Der Steinerne Torbogen ist eine Felsformation in der Marktgemeinde Rappottenstein im Bezirk Zwettl in Niederösterreich.

## Lage
Der Felsen befindet sich westlich von Rappottenstein zwischen Lembach, Feuranz und Hausbach in einem Wald, der Überländ genannt wird, und kann von allen drei Orten aufgesucht werden. Im Felsengarten bei Lembach finden sich noch weitere Steinformationen.

## Beschreibung
Der nicht ganz mannshohe Steinbogen verbindet zwei große Blöcke aus Granit und ist durch Auswitterung entstanden.